# Barringtonia papeh
Barringtonia papeh är en tvåhjärtbladig växtart som beskrevs av Carl Karl Adolf Georg Lauterbach. Barringtonia papeh ingår i släktet Barringtonia och familjen Lecythidaceae. Inga underarter finns listade i Catalogue of Life.